# Lovenista
Lovenista, también conocida como La Verdadera Biblia del Amor, es una serie manga creada por Kayono. Consta de dos tomos que vieron la luz en español gracias a Editorial Norma. Se caracteriza por su dibujo, bonito y cuidado, dando como resultado una obra curiosa en argumento y atrayente en general, considerada un clásico de los géneros josei y shojo.
Cuenta la historia de Yun, una chica de dieciséis años que ha tenido muchos novios pero que no ha encontrado a su hombre ideal. Ha tenido mucha mala suerte con los hombres y sus relaciones sexuales con ellos. Acaba de terminar con su último novio cuando conoce a Kondou Hiromichi, el chico malo de la escuela, a quien comenzará a acercarse.

## Argumento
A lo largo de su vida, Yun ha tenido bastantes novios pero ninguna relación duradera debido a un pequeño problema, y es que ella con el sexo más que placer siente dolor. Cuando decide comentárselo a su actual pareja él corta en el acto y se burla de ella: "¿Quién podrá querer salir contigo sabiendo eso?". Pero cuando una vez más la idea de pasar sus días con el chico de sus sueños está a punto de esfumarse, parece fijarse en ella Hiromichi, el macarra del instituto, por su perfecto cutis y la fragancia que usa: Lovenista. Tras olvidarse Hiromichi de su móvil y ver ella el contenido del mismo, que es altamente erótico, le entran cada vez más ganas de acercarse a él, ya que le ve bastante experto en el tema pese a tener tan sólo dieciséis años. Una tarde su deseo se ve cumplido en un hospital, donde se encuentran por casualidad y cada uno se sincera con el otro. Al oír a Yun, Hiromichi le ofrece ser su nuevo novio y le garantiza que no habrá dolor. ¿Será verdad? ¿Podrá este joven, temido en pelea y con un hijo ilegítimo a su cargo, ser la solución de la pobre Yun?
- Datos: Q5981665